# Attagenus fasciatopunctatus
Attagenus fasciatopunctatus es una especie de coleóptero de la familia Dermestidae.

## Distribución geográfica
Habita en Sudáfrica.